# Нашкодра

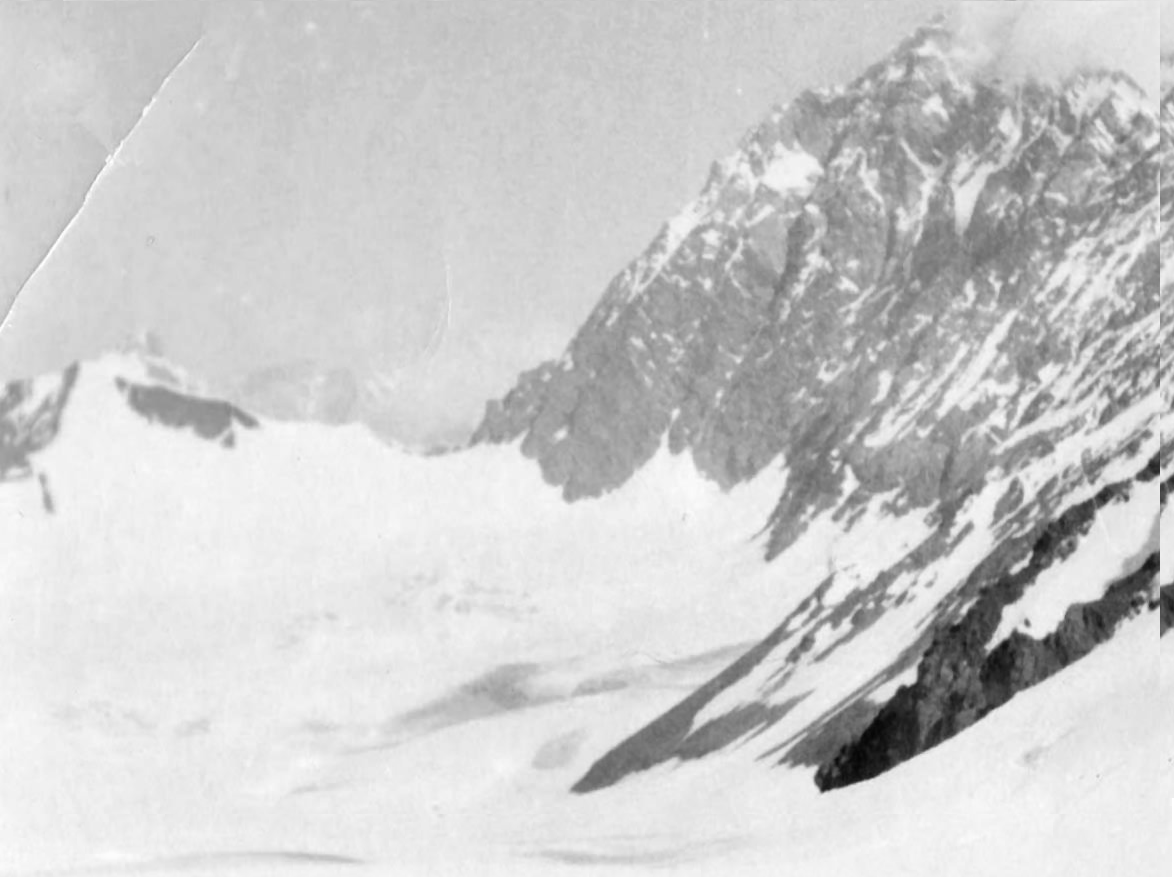
На шляху до перевалу Сімох з перевалу Верхній Цанер; праворуч — гора Тіхтенген, ліворуч — гірський хребет Нашкодра

Нашкодра — гірський хребет, що витягнувся на південний захід від піку Тіхтенген і розділяє часто відвідувані туристами льодовики Кітлод і Цанері, відомі перевали Сімох (2А), Комарова (2А) і 50 років Жовтня (2А *) або його варіант Каунас Східний.
Гірський хребет Нашкодра локалізований в центральній частині  Великого Кавказу. Розташований на  Головному Кавказькому хребті.
Найвища точка хребта Нашкодра — пік Ойя (4050 м).